# Canotaj la Jocurile Olimpice de vară din 2020 - Simplu vâsle masculin
Proba masculină de canotaj simplu vâsle de la Jocurile Olimpice de vară din 2020 a avut loc în perioada 23-30 iulie 2021 pe Sea Forest Waterway.

## Program
Orele sunt ora Japoniei (UTC+9) 
| Data                    | Timp | Etapă              |
| ----------------------- | ---- | ------------------ |
| Vineri, 23 iulie 2021   | 8:30 | Calificări         |
| Sâmbătă, 24 iulie 2021  | 8:30 | Recalificări       |
| Duminică, 25 iulie 2021 | 8:30 | Semifinale E/F     |
| Luni, 26 iulie 2021     | 9:00 | Sferturi de finală |
| Marți, 27 iulie 2021    | 8:30 | Semifinale C/D     |
| Miercuri, 28 iulie 2021 | 8:30 | Semifinale A/B     |
| Joi, 29 iulie 2021      | 8:30 | Finalele D/E/F     |
| Vineri, 30 iulie 2021   | 8:45 | Finalele A/B/C     |

## Rezultate

### Calificări
Primii trei din fiecare cursă se vor califica în sferturile de finală, iar celelalte vor concura în recalificări.

#### Calificări - cursa 1
| Loc | Culoar | Concurent                 | Țară     | Timp    | Note |
| --- | ------ | ------------------------- | -------- | ------- | ---- |
| 1   | 4      | Kjetil Borch              | Norvegia | 6:54.46 | C    |
| 2   | 1      | Bendegúz Pétervári-Molnár | Ungaria  | 7:04,42 | C    |
| 3   | 2      | Lucas Verthein            | Brazilia | 7:05,00 | C    |
| 4   | 6      | Jan Fleissner             | Cehia    | 7:16,56 | R    |
| 5   | 5      | Abdulrahman Al-Fadhel     | Kuweit   | 8:49,03 | R    |
| 6   | 3      | Mohammed Al-Khafaji       | Irak     | 8:57,01 | R    |

#### Calificări - cursa 2
| Loc | Culoar | Concurent          | Țară                 | Timp    | Note |
| --- | ------ | ------------------ | -------------------- | ------- | ---- |
| 1   | 2      | Stefanos Douskos   | Grecia               | 6:59,49 | C    |
| 2   | 1      | Jordan Parry       | Noua Zeelandă        | 7:04,45 | C    |
| 3   | 6      | Álvaro Torres      | Peru                 | 7:07,92 | C    |
| 4   | 5      | Quentin Antognelli | Monaco               | 7:10,52 | R    |
| 5   | 3      | Ignacio Vásquez    | Republica Dominicană | 7:43,71 | R    |
| 6   | 4      | Rio Rii            | Vanuatu              | 8:00,98 | R    |

#### Calificări - cursa 3
| Loc | Culoar | Concurent            | Țară      | Timp    | Note |
| --- | ------ | -------------------- | --------- | ------- | ---- |
| 1   | 3      | Sverri Nielsen       | Danemarca | 7:02,88 | C    |
| 2   | 5      | Gennaro Di Mauro     | Italia    | 7:06,87 | C    |
| 3   | 4      | Vladislav Yakovlev   | Kazahstan | 7:10,08 | C    |
| 4   | 2      | Peter Purcell-Gilpin | Zimbabwe  | 7:10,65 | R    |
| 5   | 1      | Alhussein Ghambour   | Libia     | 7:52,37 | R    |

#### Calificări - cursa 4
| Loc | Culoar | Concurent           | Țară             | Timp    | Note |
| --- | ------ | ------------------- | ---------------- | ------- | ---- |
| 1   | 3      | Trevor Jones        | Canada           | 7:04,12 | C    |
| 2   | 4      | Mindaugas Griskonis | Lituania         | 7:05,88 | C    |
| 3   | 2      | Onat Kazaklı        | Turcia           | 7:20,11 | C    |
| 4   | 5      | Dara Alizadeh       | Insulele Bermude | 7:34,96 | R    |
| 5   | 1      | Husein Alireza      | Arabia Saudită   | 7:54,18 | R    |

#### Calificări - cursa 5
| Loc | Culoar | Concurent           | Țară      | Timp    | Note |
| --- | ------ | ------------------- | --------- | ------- | ---- |
| 1   | 1      | Damir Martin        | Croația   | 7:09,17 | C    |
| 2   | 5      | Aleksandr Vyazovkin | COR       | 7:14,95 | C    |
| 3   | 4      | Cris Nievarez       | Filipine  | 7:22,97 | C    |
| 4   | 3      | Félix Potoy         | Nicaragua | 7:32,54 | R    |
| 5   | 2      | Privel Hinkati      | Benin     | 7:40,87 | R    |

#### Calificări - cursa 6
| Loc | Culoar | Concurent            | Țară             | Timp    | Note |
| --- | ------ | -------------------- | ---------------- | ------- | ---- |
| 1   | 4      | Oliver Zeidler       | Germania         | 7:00,40 | C    |
| 2   | 1      | Ryuta Arakawa        | Japonia          | 7:02,79 | C    |
| 3   | 3      | Abdelkhalek El-Banna | Egipt            | 7:03,44 | C    |
| 4   | 2      | Finn Florijn         | Olanda           | 7:04,56 | R    |
| 5   | 5      | Franck N'Dri         | Coasta de Fildeș | 7:49,19 | R    |

### Recalificări
Primii doi din fiecare cursă se vor califica în sferturile de finală, iar ceilalți vor concura în Semifinalele E/F (care nu contează pentru acordarea de medalii).

#### Recalificări - cursa 1
| Loc | Culoar | Concurent           | Țară             | Timp    | Note |
| --- | ------ | ------------------- | ---------------- | ------- | ---- |
| 1   | 4      | Quentin Antognelli  | Monaco           | 7:34,14 | C    |
| 2   | 1      | Mohammed Al-Khafaji | Irak             | 7:41,72 | C    |
| 3   | 3      | Félix Potoy         | Nicaragua        | 7:44,52 | CEF  |
| 4   | 5      | Alhussein Ghambour  | Libia            | 7:57,88 | CEF  |
| 5   | 2      | Franck N'Dri        | Coasta de Fildeș | 8:03,25 | CEF  |

#### Recalificări - cursa 2
| Loc | Culoar | Concurent       | Țară                 | Timp    | Note |
| --- | ------ | --------------- | -------------------- | ------- | ---- |
| 1   | 2      | Jan Fleissner   | Cehia                | 7:29,90 | C    |
| 2   | 3      | Dara Alizadeh   | Insulele Bermude     | 7:35,90 | C    |
| 3   | 4      | Ignacio Vásquez | Republica Dominicană | 7:42,83 | CEF  |
| 4   | 1      | Privel Hinkati  | Benin                | 7:55,93 | CEF  |

#### Recalificări - cursa 3
| Loc | Culoar | Concurent             | Țară           | Timp    | Note |
| --- | ------ | --------------------- | -------------- | ------- | ---- |
| 1   | 3      | Peter Purcell-Gilpin  | Zimbabwe       | 7:35,16 | C    |
| 2   | 2      | Husein Alireza        | Arabia Saudită | 8:06,78 | C    |
| 3   | 1      | Rio Rii               | Vanuatu        | 8:17,00 | CEF  |
| 4   | 5      | Abdulrahman Al-Fadhel | Kuweit         | 9:04,73 | CEF  |
|     | 4      | Finn Florijn          | Olanda         |         | NS   |

### Sferturi de finală
Primii trei din fiecare cursă se vor califica în semifinalele A/B, iar ceilalți vor concura în Semifinalele C/D.

#### Sferturi de finală - cursa 1
| Loc | Culoar | Concurent            | Țară           | Timp    | Note |
| --- | ------ | -------------------- | -------------- | ------- | ---- |
| 1   | 4      | Kjetil Borch         | Norvegia       | 7:10,97 | CAB  |
| 2   | 3      | Stefanos Douskos     | Grecia         | 7:12,77 | CAB  |
| 3   | 2      | Gennaro Di Mauro     | Italia         | 7:26,25 | CAB  |
| 4   | 1      | Quentin Antognelli   | Monaco         | 7:29,99 | CCD  |
| 5   | 5      | Abdelkhalek El-Banna | Egipt          | 7:32,86 | CCD  |
| 6   | 6      | Husein Alireza       | Arabia Saudită | 8:35,05 | CCD  |

#### Sferturi de finală - cursa 2
| Loc | Culoar | Concurent            | Țară             | Timp    | Note |
| --- | ------ | -------------------- | ---------------- | ------- | ---- |
| 1   | 4      | Sverri Nielsen       | Danemarca        | 7:10,52 | CAB  |
| 2   | 3      | Trevor Jones         | Canada           | 7:17,65 | CAB  |
| 3   | 5      | Aleksandr Vyazovkin  | COR              | 7:20,04 | CAB  |
| 4   | 2      | Onat Kazaklı         | Turcia           | 7:32,86 | CCD  |
| 5   | 1      | Dara Alizadeh        | Insulele Bermude | 7:35,73 | CCD  |
| 6   | 6      | Peter Purcell-Gilpin | Zimbabwe         | 7:37,97 | CCD  |

#### Sferturi de finală - cursa 3
| Loc | Culoar | Concurent                 | Țară      | Timp    | Note |
| --- | ------ | ------------------------- | --------- | ------- | ---- |
| 1   | 3      | Damir Martin              | Croația   | 7:17,71 | CAB  |
| 2   | 2      | Bendegúz Pétervári-Molnár | Ungaria   | 7:24,63 | CAB  |
| 3   | 4      | Ryuta Arakawa             | Japonia   | 7:26,04 | CAB  |
| 4   | 5      | Álvaro Torres             | Peru      | 7:31,85 | CCD  |
| 5   | 6      | Jan Fleissner             | Cehia     | 7:37,01 | CCD  |
| 6   | 1      | Vladislav Yakovlev        | Kazahstan | 7:39,47 | CCD  |

#### Sferturi de finală - cursa 4
| Loc | Culoar | Concurent           | Țară          | Timp    | Note |
| --- | ------ | ------------------- | ------------- | ------- | ---- |
| 1   | 4      | Oliver Zeidler      | Germania      | 7:12,75 | CAB  |
| 2   | 2      | Lucas Verthein      | Brazilia      | 7:14,26 | CAB  |
| 3   | 5      | Mindaugas Griskonis | Lituania      | 7:16,71 | CAB  |
| 4   | 3      | Jordan Parry        | Noua Zeelandă | 7:18,48 | CCD  |
| 5   | 6      | Cris Nievarez       | Filipine      | 7:50,74 | CCD  |
| 6   | 1      | Mohammed Al-Khafaji | Irak          | 8:03,55 | CCD  |

### Semifinale
Primii trei din fiecare cursă se vor califica în semifinalele E/C/A, iar ceilalți vor concura în Semifinalele F/D/B.

#### Semifinala E/F - cursa 1
| Loc | Culoar | Concurent      | Țară      | Timp    | Note |
| --- | ------ | -------------- | --------- | ------- | ---- |
| 1   | 3      | Félix Potoy    | Nicaragua | 7:45,02 | FE   |
| 2   | 1      | Privel Hinkati | Benin     | 7:49,46 | FE   |
| 3   | 3      | Rio Rii        | Vanuatu   | 8:19,99 | FF   |

#### Semifinala E/F - cursa 2
| Loc | Culoar | Concurent             | Țară                 | Timp    | Note |
| --- | ------ | --------------------- | -------------------- | ------- | ---- |
| 1   | 3      | Ignacio Vásquez       | Republica Dominicană | 7:42,80 | FE   |
| 2   | 1      | Franck N'Dri          | Coasta de Fildeș     | 7:55,12 | FE   |
| 3   | 2      | Alhussein Ghambour    | Libia                | 7:55,98 | FE   |
| 4   | 4      | Abdulrahman Al-Fadhel | Kuweit               | 8:56,83 | FF   |

#### Semifinala C/D - cursa 1
| Loc | Culoar | Concurent           | Țară             | Timp    | Note |
| --- | ------ | ------------------- | ---------------- | ------- | ---- |
| 1   | 3      | Álvaro Torres       | Peru             | 7:02,49 | FC   |
| 2   | 4      | Quentin Antognelli  | Monaco           | 7:06,03 | FC   |
| 3   | 5      | Dara Alizadeh       | Insulele Bermude | 7:11,14 | FC   |
| 4   | 6      | Mohammed Al-Khafaji | Irak             | 7:21,52 | FD   |
| 5   | 2      | Cris Nievarez       | Filipine         | 7:26,05 | FD   |
| 6   | 1      | Husein Alireza      | Arabia Saudită   | 7:53,99 | FD   |

#### Semifinala C/D - cursa 2
| Loc | Culoar | Concurent            | Țară          | Timp    | Note |
| --- | ------ | -------------------- | ------------- | ------- | ---- |
| 1   | 3      | Jordan Parry         | Noua Zeelandă | 6:57,70 | FC   |
| 2   | 2      | Abdelkhalek El-Banna | Egipt         | 6:58,84 | FC   |
| 3   | 5      | Jan Fleissner        | Cehia         | 6:59,61 | FC   |
| 4   | 1      | Peter Purcell-Gilpin | Zimbabwe      | 7:01,72 | FD   |
| 5   | 6      | Vladislav Yakovlev   | Kazahstan     | 7:03,53 | FD   |
| 6   | 4      | Onat Kazaklı         | Turcia        | 7:32,19 | FD   |

#### Semifinala A/B - cursa 1
| Loc | Culoar | Concurent           | Țară     | Timp    | Note |
| --- | ------ | ------------------- | -------- | ------- | ---- |
| 1   | 3      | Kjetil Borch        | Norvegia | 6:42,92 | FA   |
| 2   | 4      | Damir Martin        | Croația  | 6:45,27 | FA   |
| 3   | 6      | Mindaugas Griškonis | Lituania | 6:45,90 | FA   |
| 4   | 1      | Gennaro Di Mauro    | Italia   | 6:50,19 | FB   |
| 5   | 5      | Lucas Verthein      | Brazilia | 7:02,87 | FB   |
| 6   | 2      | Trevor Jones        | Canada   | 7:06,18 | FB   |

#### Semifinala A/B - cursa 2
| Loc | Culoar | Concurent                 | Țară      | Timp    | Note |
| --- | ------ | ------------------------- | --------- | ------- | ---- |
| 1   | 2      | Stefanos Ntouskos         | Grecia    | 6:41,61 | FA   |
| 2   | 4      | Sverri Sandberg Nielsen   | Danemarca | 6:44,00 | FA   |
| 3   | 1      | Aleksandr Vyazovkin       | COR       | 6:44,56 | FA   |
| 4   | 3      | Oliver Zeidler            | Germania  | 6:45,16 | FB   |
| 5   | 5      | Bendegúz Pétervári-Molnár | Ungaria   | 6:59,08 | FB   |
| 6   | 6      | Ryuta Arakawa             | Japonia   | 6:59,26 | FB   |

### Finala

#### Finala F
| Loc | Culoar | Concurent             | Țară    | Timp    | Note |
| --- | ------ | --------------------- | ------- | ------- | ---- |
| 30  | 2      | Rio Rii               | Vanuatu | 7:49,82 |      |
| 31  | 1      | Abdulrahman Al-Fadhel | Kuweit  | 8:32,67 |      |

#### Finala E
| Loc | Culoar | Concurent          | Țară                 | Timp    | Note |
| --- | ------ | ------------------ | -------------------- | ------- | ---- |
| 25  | 4      | Ignacio Vásquez    | Republica Dominicană | 7:25,88 |      |
| 26  | 3      | Félix Potoy        | Nicaragua            | 7:28,00 |      |
| 27  | 2      | Privel Hinkati     | Benin                | 7:38,58 |      |
| 28  | 5      | Franck N'Dri       | Coasta de Fildeș     | 7:42,55 |      |
| 29  | 1      | Al-Hussein Gambour | Libia                | 7:47,64 |      |

#### Finala D
| Loc | Culoar | Concurent            | Țară           | Timp    | Note |
| --- | ------ | -------------------- | -------------- | ------- | ---- |
| 19  | 2      | Vladislav Yakovlev   | Kazahstan      | 7:03,37 |      |
| 20  | 4      | Peter Purcell-Gilpin | Zimbabwe       | 7:03,85 |      |
| 21  | 1      | Onat Kazaklı         | Turcia         | 7:13,65 |      |
| 22  | 3      | Mohammed Al-Khafaji  | Irak           | 7:18,65 |      |
| 23  | 5      | Cris Nievarez        | Filipine       | 7:21,28 |      |
| 24  | 6      | Husein Alireza       | Arabia Saudită | 7:52,67 |      |

#### Finala C
| Loc | Culoar | Concurent            | Țară             | Timp    | Note |
| --- | ------ | -------------------- | ---------------- | ------- | ---- |
| 13  | 3      | Jordan Parry         | Noua Zeelandă    | 6:55,55 |      |
| 14  | 2      | Abdelkhalek El-Banna | Egipt            | 7:00,72 |      |
| 15  | 5      | Quentin Antognelli   | Monaco           | 7:01,85 |      |
| 16  | 1      | Jan Fleissner        | Cehia            | 7:02,93 |      |
| 17  | 4      | Álvaro Torres        | Peru             | 7:03,69 |      |
| 18  | 6      | Dara Alizadeh        | Insulele Bermude | 7:09,91 |      |

#### Finala B
| Loc | Culoar | Concurent                 | Țară     | Timp    | Note |
| --- | ------ | ------------------------- | -------- | ------- | ---- |
| 7   | 4      | Oliver Zeidler            | Germania | 6.44,44 |      |
| 8   | 3      | Gennaro Di Mauro          | Italia   | 6:47,38 |      |
| 9   | 1      | Trevor Jones              | Canada   | 6:48,51 |      |
| 10  | 5      | Bendegúz Pétervári-Molnár | Ungaria  | 6:50,45 |      |
| 11  | 6      | Ryuta Arakawa             | Japonia  | 6:50,91 |      |
| 12  | 2      | Lucas Verthein            | Brazilia | 6:52,09 |      |

#### Finala A
| Loc | Culoar | Concurent               | Țară      | Timp    | Note           |
| --- | ------ | ----------------------- | --------- | ------- | -------------- |
| 1   | 4      | Stefanos Ntouskos       | Grecia    | 6:40,45 | Record Olimpic |
| 2   | 3      | Kjetil Borch            | Norvegia  | 6:41,66 |                |
| 3   | 2      | Damir Martin            | Croația   | 6:42,58 |                |
| 4   | 5      | Sverri Sandberg Nielsen | Danemarca | 6:42,73 |                |
| 5   | 6      | Aleksandr Vyazovkin     | COR       | 6:49,09 |                |
| 6   | 1      | Mindaugas Griškonis     | Lituania  | 6:57,60 |                |